# منطقة التعليم العالي الأوروبية
تم إطلاق منطقة التعليم العالي الأوروبية في مارس 2010، خلال المؤتمر الوزاري بودابست-فيينا، بمناسبة الذكرى السنوية العاشرة لمشروع بولونيا.
باعتباره الهدف الرئيسي لعملية بولونيا منذ بدايتها في عام 1999، كان المقصود من منطقة التعليم العالي ضمان أنظمة تعليم أكثر قابلية للمقارنة والتوافق والتماسك في أوروبا. بين عامي 1999 و2010، كانت جميع جهود أعضاء عملية بولونيا موجهة نحو إنشاء منطقة التعليم العالي الأوروبية، والتي أصبحت حقيقة مع إعلان بودابست-فيينا في مارس 2010. من أجل الانضمام إلى المنطقة، يجب على الدولة التوقيع والتصديق على معاهدة الاتفاقية الثقافية الأوروبية.
كانت الدنمارك أول دولة خارج المملكة المتحدة والولايات المتحدة تقدم نظام 3+2+3.

## الأهداف العامة
الأهداف الرئيسية هي تعزيز تنقل الطلاب والموظفين، وقابلية توظيف الخريجين والبعد الأوروبي في التعليم العالي. للتعامل مع تنوع أنظمتهم الوطنية، يوافق أعضاء المنطقة على اعتماد:
- نظام مشترك للدبلومات التي يمكن قراءتها ومقارنتها بسهولة؛
- إطار يعتمد بشكل أساسي على ثلاث دورات رئيسية: البكالوريوس، الماجستير، الدكتوراه؛
- نظام مشترك لضمان الجودة.

## الإجراءات الرئيسية للمنطقة الأوروبية

### تنقل الطلاب والاعتراف المتبادل بالشهادات
يتضمن تنقل الطلاب نظامًا متماسكًا للدراسات والدبلومات:
- يسهل نظام تحويل وتراكم الرصيد الأوروبي الاعتراف بفترات الدراسة بين مؤسسات المنطقة. العام الدراسي يتوافق عادة مع 60 ساعة معتمدة؛ يحتاج الرصيد الواحد إلى ما يقرب من 25 إلى 30 ساعة من عمل الطالب (الدورات، والمشاريع، والعمل الشخصي، وما إلى ذلك).
- يحدد إطار المؤهلات الأوروبي 3 دورات رئيسية (الدورة الأولى، الدورة الثانية والدورة الثالثة). يتم تعريف كل دورة بعدد الاعتمادات المطلوبة ووصف نتائج التعلم والمهارات المتوقعة لكل خريج:
  - الدورة الأولى (180 إلى 240 نقطة معتمدة)، تؤدي عمومًا إلى درجة البكالوريوس.
  - الدورة الثانية (60 إلى 120 نقطة معتمدة)، تؤدي عمومًا إلى درجة الماجستير.
  - الدورة الثالثة المؤدية إلى درجة الدكتوراه.
- في عام 2018، تم تقديم دورة قصيرة (90 إلى 120 نقطة معتمدة).

### ضمان الجودة
لا تهدف المنطقة الأوروبية إلى توحيد أنظمة التعليم العالي الوطنية، بل تهدف إلى جعلها أكثر قابلية للقراءة وبناء الثقة المتبادلة بين مؤسسات التعليم العالي. لا يعتمد الاعتراف المتبادل بالشهادات على مقارنة محتوى البرامج، بل على تحديد نتائج التعلم المستهدفة والتحقق من صحتها. منذ البداية، نشأت الحاجة إلى نظام مشترك لضمان الجودة. كانت الرابطة الأوروبية لضمان الجودة في التعليم العالي مسؤولة عن تحديد المعايير والمبادئ التوجيهية، والتي تم تقسيمها إلى ثلاثة فصول:
- ضمان الجودة الداخلية في المؤسسات: يجب أن يكون لكل مؤسسة سياسة وتنظيم داخلي للتقييم الذاتي والتحسين المستمر، يتم تنفيذه مع جميع أصحاب المصلحة (الطلاب والموظفين والخريجين السابقين وممثلي المجتمع وأصحاب العمل).
- ضمان الجودة الخارجية: يجب على المؤسسات تقديم تنظيمها ونتائجها إلى تقييمات خارجية ومستقلة (بما في ذلك وكالات الاعتماد).
- ضمان جودة وكالات الاعتماد: يجب على الوكالات أن تعمل باستقلالية كاملة (خاصة عن السلطات العامة أو الخاصة) لتقييم المؤسسات وتدريبها، وللفت انتباه الجمهور إلى النتائج.

### البرامج الأوروبية

#### برامج إيراسموسوإيراسموس موندوس
يعد برنامجا إيراسموس وإيراسموس موندوس من مبادرات الاتحاد الأوروبي لتعزيز تنقل الطلاب والمعلمين. ولذلك، فهي تتعلق في المقام الأول بدول الاتحاد السبعة والعشرين، التي انضمت إليها دول أخرى مثل النرويج وأيسلندا وتركيا. بالمعنى الدقيق للكلمة، هذه ليست برامج للمنطقة الأوروبية، لكنها تساهم إلى حد كبير في تطويرها.

#### مبادرة "الجامعات الأوروبية"
في عام 2017، أطلق الاتحاد الأوروبي مبادرة "الجامعات الأوروبية"، التي تهدف إلى "تعزيز الشراكات الاستراتيجية في جميع أنحاء الاتحاد الأوروبي بين مؤسسات التعليم العالي وتشجيع ظهور حوالي عشرين جامعة أوروبية بحلول عام 2024"؛[بحاجة لمصدر] في الواقع تم إنشاء أكثر من 40 منها بالفعل. هذه الجامعات عبارة عن شبكات من الجامعات رفيعة المستوى، والتي ستسمح للطلاب بالحصول على الدبلوم من خلال الجمع بين الدراسات في العديد من دول الاتحاد الأوروبي والتي ستساهم في القدرة التنافسية الدولية للتعليم العالي الأوروبي.

## الأعضاء
الدول الأعضاء المشاركة في منطقة التعليم العالي الأوروبية هي: 
- ألبانيا
- أندورا
- أرمينيا
- النمسا
- أذربيجان
- بيلاروس
- بلجيكا
- البوسنة والهرسك
- بلغاريا
- كرواتيا
- قبرص
- جمهورية التشيك
- الدنمارك
- إستونيا
- فنلندا
- فرنسا
- جورجيا
- ألمانيا
- اليونان
- المجر
- آيسلندا
- أيرلندا
- إيطاليا
- كازاخستان
- لاتفيا
- ليختنشتاين
- ليتوانيا
- لوكسمبورغ
- مالطا
- مولدوفا
- الجبل الأسود
- هولندا
- مقدونيا الشمالية
- النرويج
- بولندا
- البرتغال
- رومانيا
- روسيا
- صربيا
- سان مارينو
- سلوفاكيا
- سلوفينيا
- إسبانيا
- السويد
- سويسرا
- تركيا
- أوكرانيا
- المملكة المتحدة
- الفاتيكان

الدول المؤهلة للإنضمام:
- موناكو

## معايير القانون الدولي العام
- اتفاقية لشبونة للاعتراف (لشبونة، 4 يوليو 1997)
- المادة 2 من البروتوكول الأول للاتفاقية الأوروبية لحقوق الإنسان (باريس، 20 مارس 1952)
- المادة 10 من الميثاق الاجتماعي الأوروبي (المراجعة في ستراسبورغ، 3 مايو 1996)

## روابط خارجية
- الموقع الرسمي لمنطقة التعليم العالي الأوروبية 2010-2020
- الوثائق الرئيسية
- إعلان بولونيا
- المؤتمر الثقافي الأوروبي (باريس، 19 كانون الأول/ديسمبر 1954)
- نظم معلومات الجامعة الأوروبية)